# (172850) Coppens
(172850) Coppens est un astéroïde de la ceinture principale.

## Description
(172850) Coppens est un astéroïde de la ceinture principale. Il fut découvert le 3 mars 2005 par Jean-Claude Merlin à l'observatoire Tenagra II et désigné provisoirement 2005 EU27. 
Il présente une orbite caractérisée par un semi grand axe de 2,8142415 UA, une excentricité de 0,0556193 et une inclinaison de 1,78746° par rapport à l'écliptique.
Il a été dénommé en l'honneur d'Yves Coppens, le paléontologue reconnu internationalement pour la co-découverte de l'australopithèque Lucy en Éthiopie.